# Eidgenössische Volksinitiative «Millionen-Erbschaften besteuern für unsere AHV (Erbschaftssteuerreform)»
Die Eidgenössische Volksinitiative «Millionen-Erbschaften besteuern für unsere AHV (Erbschaftssteuerreform)» ist eine Volksinitiative, über die das Schweizer Stimmvolk per 14. Juni 2015 mittels Abstimmung entschieden hat. Die Initiative wurde mit 71 Prozent Nein-Stimmen abgelehnt.

## Initiative

### Initiativkomitee
- Vania Alleva, Vizepräsidentin SGB
- François Bachmann, Vizepräsident EVP
- Jacqueline Badran, Nationalrätin SP
- Marlies Bänziger, alt Nationalrätin SP
- Hans-Jürg Fehr, Nationalrat SP
- Sara Fritz, Co-Präsidentin *jevp
- Francine John-Calame, Nationalrätin Grüne Schweiz
- Hans Kissling
- Christian Levrat, Ständerat SP
- Paul Rechsteiner, Präsident SGB
- Marianne Streiff-Feller, Nationalrätin EVP
- Heiner Studer, alt Nationalrat
- Marie-Thérèse Weber-Gobet, Nationalrat CSP
- Markus Wenger
- Ursula Wyss, alt Nationalrätin
- Rosmarie Zapfl, alt Nationalrätin[2]

### Trägerschaft
- ChristNet
- CSP
- EVP
- Grüne
- SGB
- SP[2]

### Wortlaut
Die Bundesverfassung wird wie folgt geändert:
Art. 112 Abs. 3 Bst. abis (neu)
3 Die Versicherung wird finanziert:
abis. aus den Erträgen der Erbschafts- und Schenkungssteuer;
Art. 129a (neu) Erbschafts- und Schenkungssteuer
1 Der Bund erhebt eine Erbschafts- und Schenkungssteuer. Die Steuer wird von den Kantonen veranlagt und eingezogen. Zwei Drittel des Ertrages erhält der Ausgleichsfonds der Alters- und Hinterlassenenversicherung, ein Drittel verbleibt den Kantonen.
2 Die Erbschaftssteuer wird auf dem Nachlass von natürlichen Personen erhoben, die ihren Wohnsitz im Zeitpunkt des Todes in der Schweiz hatten oder bei denen der Erbgang in der Schweiz eröffnet worden ist. Die Schenkungssteuer wird beim Schenker oder bei der Schenkerin erhoben.
3 Der Steuersatz beträgt 20 Prozent. Nicht besteuert werden:
a. ein einmaliger Freibetrag von 2 Millionen Franken auf der Summe des Nachlasses und aller steuerpflichtigen Schenkungen;
b. die Teile des Nachlasses und die Schenkungen, die dem Ehegatten, der Ehegattin, dem registrierten Partner oder der registrierten Partnerin zugewendet werden;
c. die Teile des Nachlasses und die Schenkungen, die einer von der Steuer befreiten juristischen Person zugewendet werden;
d. Geschenke von höchstens 20 000 Franken pro Jahr und beschenkte Person.
4 Der Bundesrat passt die Beträge periodisch der Teuerung an.
5 Gehören Unternehmen oder Landwirtschaftsbetriebe zum Nachlass oder zur Schenkung und werden sie von den Erben, Erbinnen oder Beschenkten mindestens zehn Jahre weitergeführt, so gelten für die Besteuerung besondere Ermässigungen, damit ihr Weiterbestand nicht gefährdet wird und die Arbeitsplätze erhalten bleiben.
II
Die Übergangsbestimmungen der Bundesverfassung werden wie folgt geändert:
Art. 197 Ziff. 9 (neu)
9. Übergangsbestimmung zu Art. 112 Abs. 3 Bst. abis und Art. 129a (Erbschafts- und Schenkungssteuer)
1 Die Artikel 112 Absatz 3 Buchstabe abis und 129a treten am 1. Januar des zweiten Jahres nach ihrer Annahme als direkt anwendbares Recht in Kraft. Auf den gleichen Zeitpunkt werden die kantonalen Erlasse über die Erbschafts- und Schenkungssteuer aufgehoben. Schenkungen werden rückwirkend ab 1. Januar 2012 dem Nachlass zugerechnet.
2 Der Bundesrat erlässt die Ausführungsvorschriften für die Zeit bis zum Inkrafttreten eines Ausführungsgesetzes. Dabei beachtet er folgende Vorgaben: a. Der steuerpflichtige Nachlass setzt sich zusammen aus:
1. dem Verkehrswert der Aktiven und Passiven im Zeitpunkt des Todes;
2. den steuerpflichtigen Schenkungen, die der Erblasser oder die Erblasserin ausgerichtet hat;
3. den Vermögenswerten, die zur Umgehung der Steuer in Familienstiftungen, Versicherungen und dergleichen investiert worden sind.
b. Die Schenkungssteuer wird erhoben, sobald der Betrag nach Artikel 129a Absatz 3 Buchstabe a überschritten wird. Bezahlte Schenkungssteuern werden der Erbschaftssteuer angerechnet.
c. Bei Unternehmen wird die Ermässigung nach Artikel 129a Absatz 5 durchgeführt, indem auf dem Gesamtwert der Unternehmen ein Freibetrag gewährt und der Steuersatz auf dem steuerbaren Restwert reduziert wird. Ausserdem kann für höchstens zehn Jahre eine Ratenzahlung bewilligt werden.
d. Bei Landwirtschaftsbetrieben wird die Ermässigung nach Artikel 129a Absatz 5 durchgeführt, indem ihr Wert unberücksichtigt bleibt, sofern sie nach den Vorschriften über das bäuerliche Bodenrecht von den Erben, Erbinnen oder Beschenkten selbst bewirtschaftet werden. Werden sie vor Ablauf der Frist von zehn Jahren aufgegeben oder veräussert, so wird die Steuer anteilmässig nachverlangt.

## Argumente

### Argumente des Initiativkomitees
Aufgrund des Steuerwettbewerbs seien direkte Nachkommen immer mehr von einer Erbschaftssteuer befreit worden. Dies hätte dazu geführt, dass die Vermögensschere immer grösser geworden sei; denn die reichsten 2 % der Bevölkerung besässen gleich viel Vermögen wie die restlichen 98 %. Mit einer massvollen Steuer von 20 % auf sehr grossen Erbschaften möchte man dieser Missentwicklung gegensteuern. Die Erbschaftssteuerreform entlaste Familien und schone Familienunternehmen: Es würden nur Nachlässe von über 2 Millionen besteuert, und bei verheirateten Eltern gelte dieser Freibetrag pro Elternteil – potenziellen Erben könnte also bis zu 4 Millionen steuerfrei vererbt bekommen. Damit könnten Wohnungen und Einfamilienhäuser steuerfrei auf die nächste Generation übertragen werden. Kleine und mittlere Erbschaften zugunsten entfernten Verwandten, die heute in vielen Kantonen mit Steuern bis zu 50 % belastet würden, würden neu steuerfrei. Familienbetriebe könnten mit einem 50 Millionen Freibetrag rechnen (genaue Modalitäten werde das Parlament ausarbeiten), sodass kleine und mittlere Unternehmen steuerfrei vererbt werden könnten. Zudem stärke die Initiative die AHV, da zwei Drittel des Ertrags an den Ausgleichsfonds der AHV gehe.

### Argumente von Bundesrat und Parlament
Die nationale Erbschafts- und Schenkungssteuer könnte in Familienbetrieben – mehrheitlich handle es sich dabei um kleine und mittlere Unternehmen – die Regelung der Nachfolge erschweren. Sie könnte diesen Unternehmungen beim Generationenwechsel finanzielle Mittel entziehen, die sonst im Interesse der Unternehmen und der Wirtschaft eingesetzt würden. Die Initiative sehe zwar Steuerermässigungen für Unternehmen und Landwirtschaftsbetriebe vor, sie lasse aber offen, wie hoch diese ausfallen sollen. Zudem setzte sie voraus, dass die Erben oder Beschenkten den Betrieb mindestens zehn Jahre weiterführen. Dies zu kontrollieren, hätte für die Kantone einen hohen Aufwand zur Folge. Bei den Kantonen sei zudem die Finanzhoheit zu beachten, die nicht unnötig eingeschränkt werden sollte, da diese einen integralen Bestandteil des schweizerischen Föderalismus darstelle. Zudem zeige sich ein weiteres Problem: Bei einer Annahme der Initiative würden die neuen Verfassungsbestimmungen am 1. Januar 2017 in Kraft treten. Schenkungen würden rückwirkend ab Anfang 2012 dem Nachlass zugerechnet. Es könnte also zu einer nachträglichen Besteuerung von Schenkungen kommen, die bis zu fünf Jahre zurückliegen. Eine derart lange Rückwirkung sei unverhältnismässig. Der Vollzug der Rückwirkungsklausel würde zudem einen beträchtlichen Verwaltungsaufwand erfordern. Zuletzt führte die Einführung einer nationalen Erbschafts- und Schenkungssteuer von 20 % bei den meisten Erbgängen zu einer höheren Steuerbelastung. Deswegen werde die Schweiz an steuerlicher Attraktivität einbüssen. Würden vermögende Personen deshalb aus der Schweiz wegziehen oder gar nicht erst in die Schweiz ziehen, so könnten sowohl die Zahl vermögender Personen als auch der Kapitalbestand in der Schweiz sinken.

## Abstimmungsresultat
Die vorläufigen amtlichen Endergebnisse zur Vorlage Nr. 594 Volksinitiative vom 15. Februar 2013 «Millionen-Erbschaften besteuern für unsere AHV (Erbschaftssteuerreform)» lauten gemäss Schweizerische Bundeskanzlei (BK) wie folgt:
| Kanton                           | Ja- Stimmen | Ja in Prozent | Nein- Stimmen | Nein in Prozent | Stimmbeteiligung in Prozent |
| -------------------------------- | ----------- | ------------- | ------------- | --------------- | --------------------------- |
| Aargau                           | 43'585      | 25.4          | 128'106       | 74.6            | 41.8                        |
| Appenzell Ausserrhoden           | 5'002       | 28.2          | 12'755        | 71.8            | 46.5                        |
| Appenzell Innerrhoden            | 885         | 20.8          | 3'376         | 79.2            | 38.0                        |
| Basel-Landschaft                 | 23'277      | 29.2          | 56'380        | 70.8            | 43.0                        |
| Basel-Stadt                      | 22'646      | 41.3          | 32'169        | 58.7            | 43.0                        |
| Bern                             | 101'805     | 35.6          | 183'820       | 64.4            | 39.3                        |
| Freiburg                         | 23'368      | 28.8          | 57'694        | 71.2            | 42.2                        |
| Genf                             | 30'795      | 28.1          | 78'791        | 71.9            | 45.4                        |
| Glarus                           | 2'731       | 30.1          | 6'328         | 69.9            | 34.9                        |
| Graubünden                       | 12'976      | 24.0          | 41'146        | 76.0            | 39.8                        |
| Jura                             | 6'650       | 33.8          | 13'050        | 66.2            | 38.7                        |
| Luzern                           | 30'862      | 26.9          | 83'965        | 73.1            | 43.1                        |
| Neuenburg                        | 14'386      | 34.0          | 27'926        | 66.0            | 38.6                        |
| Nidwalden                        | 2'710       | 17.9          | 12'390        | 82.1            | 50.2                        |
| Obwalden                         | 2'272       | 17.8          | 10'523        | 82.2            | 49.9                        |
| Schaffhausen                     | 9'608       | 31.7          | 20'736        | 68.3            | 62.9                        |
| Schwyz                           | 8'614       | 17.2          | 41'584        | 82.8            | 49.6                        |
| Solothurn                        | 21'355      | 29.6          | 50'732        | 70.4            | 40.9                        |
| St. Gallen                       | 37'502      | 28.0          | 96'462        | 72.0            | 42.3                        |
| Tessin                           | 25'654      | 27.1          | 69'043        | 72.9            | 44.1                        |
| Thurgau                          | 18'014      | 27.0          | 48'652        | 73.0            | 40.7                        |
| Uri                              | 2'501       | 26.0          | 7'108         | 74.0            | 36.7                        |
| Waadt                            | 52'698      | 28.3          | 133'256       | 71.7            | 44.4                        |
| Wallis                           | 16'940      | 15.7          | 91'284        | 84.3            | 51.0                        |
| Zug                              | 8'682       | 19.4          | 36'075        | 80.6            | 60.5                        |
| Zürich                           | 132'700     | 32.9          | 270'043       | 67.1            | 45.2                        |
| Schweizerische Eidgenossenschaft | 658'218     | 29.0          | 1'613'394     | 71.0            | 43.2                        |

## Gründe für das Scheitern
Die Zürcher SP-Nationalrätin Jacqueline Badran sieht den Grund für das deutliche Nein in der finanziellen Überlegenheit der Gegner: «Was will man gegen eine 10-Millionen-Kampagne machen?» «Wir hatten die Redaktionsstuben gegen uns», sagte Badran der sda. Bei der eigenen Kampagne könne sie keine Fehler ausmachen: «Wir hatten einfach 100 mal weniger Budget.»